# تضخم الغدة الدرقية
تضخم الغدة الدرقية أو ضخامة الدرقية أو الدُّراق أو التورم الدرقي أو السَلْعَة (بالإنجليزية: Goitre أو struma) زيادة حجم الغدة الدرقية، غالباً نتيجة خلل في نشاط الغدة أو قصور فيها؛ أي نتيجة لفرط التنسج ولضخامة الخلايا الطلائية الجريبية المعاوضة لبعض النقص في نتاج الهرمون الدرقي. ويؤدي هذا إلى تضخمها. ويأخذ شكل ورم في منطقة الرقبة على جانبي القصبة الهوائية أسفل الحنجرة، وتكثر هذه الحالة عند سكان المناطق الجبلية المرتفعة وسكان الصحاري . أكثر من 90.54% من حالات الدّراق في العالم هي بسبب نقص اليود.

## أنواعه
للدراق عدة أنواع حسب التأثير، الأعراض، مناطق التضخم..إلخ :
1. دراق جحوظي (exophthalmic goiter).
2. دراق بسيط (simple goiter).
3. دراق جريبي (follicular goiter).
4. دراق داخل الصدر (intrathoracic goiter).
5. دراق خلف عظم القص (substernal goiter).
6. دراق سمي (toxic goiter).
7. دراق عجري (nodular goiter).
8. دراق غرواني (colloidic goiter).
9. دراق كيسي (cystic goiter).
10. دراق ليفي (fibrous goiter).
11. دراق متني (parenchymatous goiter).
12. دراق متوطن (endemic goiter).
13. دراق منتشر (diffuse goiter).
14. دراق زائغ (aberrant goiter).

## الأسباب
يعد نقص اليود أحد أهم الأسباب للإصابة بمرض تورم الغدة الدرقية ويكون نقص اليود عادةً في الدول التي لا تستخدم ملح الطعام المدعّم باليود. ومن الأسباب أيضًا نقص السيلينيوم وكذلك العزوف عن تناول لحوم الأسماك البحرية، لذا من الضروري تناول الأملاح البحريّة الغنيّة باليود أو الأملاح الصّخريّة المضاف لها اليود. أمّا السبب الأكثر شيوعًا في الدول التي تستخدم ملح الطعام المدعّم باليود، فهو التهاب الغدة الدرقيّة لهاشيموتو (التهاب الغدة الدرقية المزمن). وينتج الدّراق أيضًا من التّسمّم بالسيانيد والذي يحدث عادةً في البلدان الاستوائية حيث يتناول أفرادُها جذورَ الكسافا (المنيهوت) الغنيةَ بالسيانيد كغذاءٍ رئيسيٍّ.
| السبب                                                           | الفسيولوجيا المرضية                                                                            | التّأثير الناتج في نشاط الغدة الدرقية                             | نمط النمو                  | العلاج                               | معدل ومدى انتشار المرض                       | توقعات سير المرض |
| --------------------------------------------------------------- | ---------------------------------------------------------------------------------------------- | ---------------------------------------------------------------- | -------------------------- | ------------------------------------ | -------------------------------------------- | --- |
| نقص اليود                                                       | فرط التّنسّج في الغدة الدرقيّة لتعويض النقص في الفعاليّة                                           | يمكن أن يسبّب قصور الدرقية                                        | منتشر                      | اليود                                | يمثل ما نسبته 90% من حالات الدُّراق حول العالم | الحجم الزائد للغدة الدرقية قد يبقى دائمًا ما لم يُعالج مدةَ خمس سنواتٍ تقريبًا                                                                                       |
| ضعف الغدة الدرقية الخِقي (قصور الدرقية الخلقي)                   | مشاكل خِلقية في تكوين الهرمون الدرقي                                                            | قصور الغدة الدرقية                                               |                            |                                      |                                              | |
| ابتلاع مُحدِث الدّراق (أو مُوَلِّد الدّراق)                             |                                                                                                |                                                                  |                            |                                      |                                              | |
| تفاعلات دوائية ضارة                                             |                                                                                                |                                                                  |                            |                                      |                                              | |
| التهاب الغدة الدرقية لهاشيموتو (أو التهاب الغدة الدرقية المزمن) | مرض مناعي ذاتي (مناعة ذاتية) وفيه تتلف الغدة الدرقية تدريجيًّا ويحدث ارتشاح ليمفاوي. .           | قصور الغدة الدرقية                                               | منتشر ومُفَصَّص                | استبدال هرمونات الغدة الدرقية        | معدل الانتشار: 1 إلى 1.5 في كل 1000          | يخمد أو يخفّ مع العلاج |
| مرض في الغدة النخامية                                           | فرط إفراز الهرمون منبّه الدرقية (الهرمون المنشّط للدرقيّة، وهذا يحدث غالبًا بسبب ورم غدِّيٍّ نُخامٍّ حميد |                                                                  | منتشر                      | جراحة الغدة النُّخاميّة                 | نادرٌ جِدًّا                                     | |
| الدّراق الجحوظي (مرض غريفز)_ يسمى أيضًا متلازمة بازدوف            | TSH-receptor (TSHR)                                                                            | فرط الدرقية                                                      | منتشر                      | مضادّات الدرقية، اليود المُشعّ، الجراحة | حالة إلى حالتين لكل 1000 فرد في السّنة        | يخمد أو يخفّ مع العلاج ولكن تبقى نوعيّة الحياة دون المستوى مدّةَ 14 إلى 21 عامًا بعد العلاج، وتكون حيويّة المريض قليلةً ومزاجُه سيّئ بغضّ النّظر عن نوع العلاج الذي اختاره |
| التهاب الغدة الدرقية                                            | حادّ أو مزمن التهاب                                                                             | في البداية يمكن أن يحدث فرط الدرقية ولكنّه يتطوّر إلى قصور الدرقية |                            |                                      |                                              | |
| سرطان الغدة الدرقية                                             |                                                                                                |                                                                  | عادةً ما يكون أحاديّ العقيدة |                                      |                                              | المعدّل النّسبيّ الإجماليّ للبقاء لخمس سنوات يبلغ 85% للإناث و74% للذكور                                                                                            |
| الحميدة أورام الغدة الدرقية                                     |                                                                                                | عادة يحدث فرط الدرقية                                            | عادةً ما يكون أحاديّ العقيدة |                                      |                                              | هو في الغالب غيرُ مُؤذٍ |
| عدم حساسيّة الهرمون الدرقي                                       |                                                                                                | المصحوب بالافرازات فرط الدرقية، المصحوب بالأعراض قصور الدرقية    | منتشر                      |                                      |                                              | |

- الغرناوية (ساركويد)(sarcoidosis)
- الداء النشوانيّ(amyloidosis)
- رحى عدارية(Hydatidiform)
- الكيسَة (الكيس المائيّ)(cysts)
- ضخامة الأطراف أو ضخامة النّهايات (العَرْطَلة)(acromegaly)
- متلازمة بيندريد(Pendred Syndrome)

## التشخيص
قد يشخص تضخم الغدة الدرقية من خلال فحوص وظائف الغدة الدرقية لأي شخص يشتبه اصابته به.

### الأنواع
قد يصنف تضخم الغدة الدرقية على أنه عجري أو منتشر، ويكون الدراق أحادي العقدة أو متعدد العقد.

### نمط النمو
- الدراق أحادي العقدة: قد تكون العقيدة الدرقية غير ناشطة أو ناشطة (سامة)، مما يعني إنتاج الهرمون الدرقي بشكل مستقل.
- الدراق متعدد العقد:[13] يمكن بالمثل أن يكون غير ناشط أو ناشط، ويطلق على الأخير الدراق متعدد العقد السام ويكون مرتبطًا بفرط نشاط الغدة الدرقية، وتنمو تلك العقد بنسب مختلفة وتدفق خفي للهرمون الدرقي بصورة مستقلة، مما يكبح زيادة اعتمادية هرمون منبه الدرقية ووظيفته في باقي الغدة، كما يمكن للعقد غير الناشطة في الغدة الدرقية ذاتها أن يكون خبيثًا[14]، ويصاب 13,7% من المصابين بالدراق متعدد العقد بسرطان الغدة الدرقية.[15]
- الدراق المنتشر: تتضخم الغدة الدرقية بأكملها بسبب فرط التنسج.

الحجم:
الفئة 1: وجود الدراق في مكانه الطبيعي من الرأس ولا يمكن رؤيته، يمكن العثور عليه فقط من خلال الجس.
الفئة 2: يمكن جس الدراق ورؤيته بسهولة.
الفئة 3: يكون الدراق متضخم (يقع جزئيًا أو كليًا تحت عظم القص) وينتج عن الكبس علامات ضغط.

## الأعراض

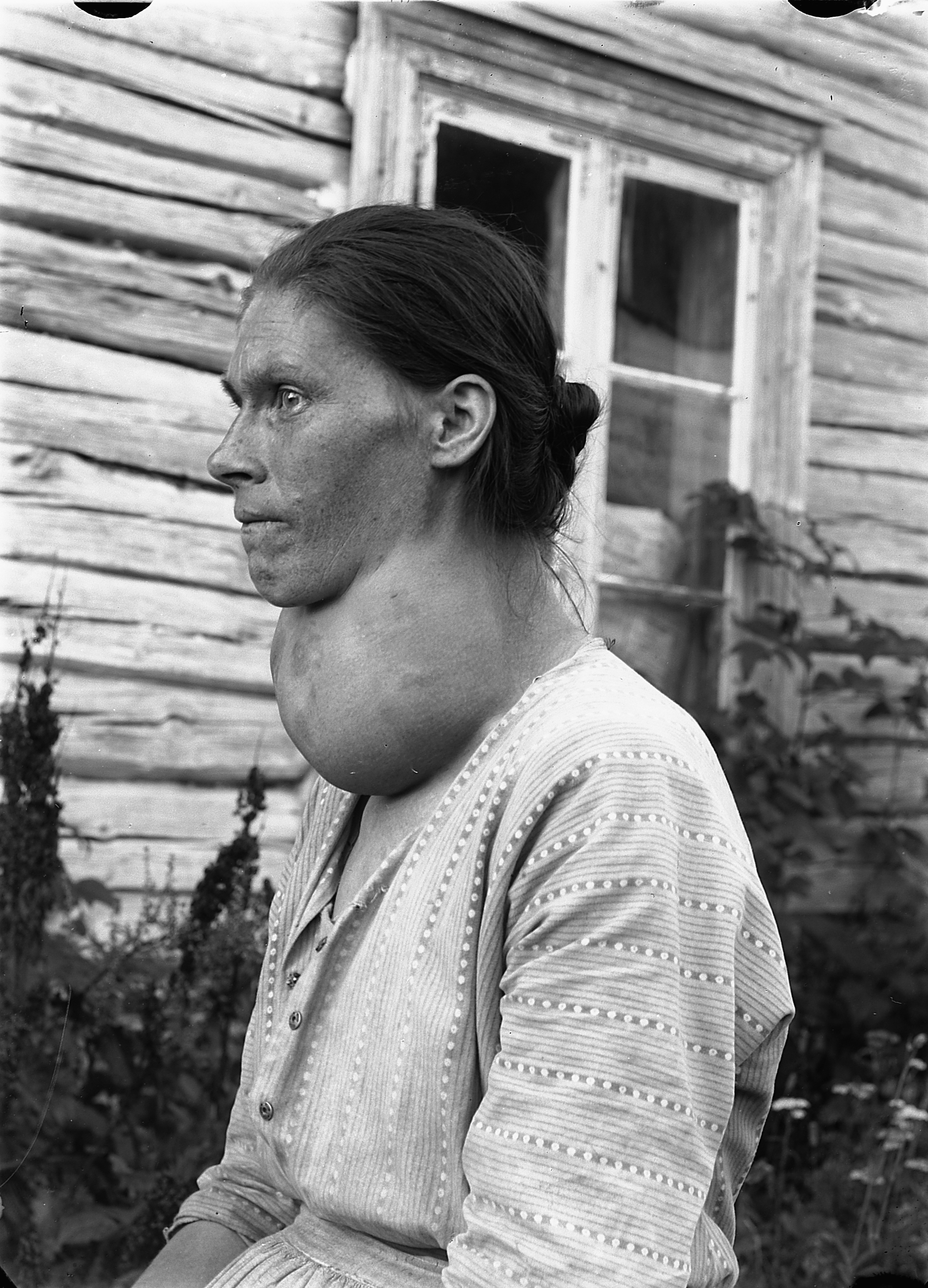
التورم الدرقي

1. ازدياد في إنتاج هرمون هذه الغدة وافرازه وهذا يؤثر عادة في نسبة الايض في الجسم واستهلاك كمية أكبر من الاكسجين.
2. يصبح المصابون أكثر عصبية مع الشعور بالضيق والميل للغضب السريع.
3. نقص في الوزن، ومعاناة التعب.
4. ارتجاف عام وخاصة في اليدين.
5. جحوظ العينين.
6. يصبح المريض حساسا للحرارة وتزداد سرعة تنفسه وصرير أثناء التنفس.
7. صعوبة في البلع.
8. تضغط على الوريد الأجوف العلوي مسببة توسعا واحتقانا في اوردة العنق.
9. حالات من فقدان الوعي والسعال.

الأعراض التي تظهر على المريض ترتبط بالخلل الأساسيّ المتعلّق بتضخم الغدة الّرقيّة، وقد يكون هذا الخلل فرطًا في نشاط الغدة الدرقية، أي زيادةً في نشاطها، وقد يكون قصورًا في الغدة الدرقية، أي نقصانًا في نشاطها. فإذا كان الخلل هو فرط الدرقيّة، فالأعراض الأكثر شيوعًا في هذه الحالة مرتبطة بالتحفيز الأدرينالي، وتشمل هذه الأعراض: تسرُّع نبضات القلب، والخفقان، والعصبية، وارتجاف عامّ وخاصّةً في اليدين، وارتفاع ضغط الدم، ويصبح المريض حسّاسًا للحرارة، بعنى أنه لا يتحمل ارتفاع درجات الحرارة.
المظاهر والعلامات السّريريّة تشمل زيادة نشاط الأيض والعلامات المرتبطة بها مثل: زيادة إفراز هرمون هذه الغدة، واستهلاك كمية أكبر من الأكسجين مما يؤدّي إلى زيادة سرعة التنفس، وتغيّرات في عمليّات أيض البروتينات، وتحفيز مناعي للدُّراق المنتشر، وجحوظ العينين (الدّراق الجحوظي).
أمّا إذا كان الخلل هو قصور الدرقيّة فيحدث للمصابين عندها زيادة في الوزن مع فقدان الشهية للطعام، ويصبح المريض حسّاسُا للبرودة بعنى أنه لا يتحمل انخفاض درجات الحرارة، كما يعاني أيضُا الإمساك والكسل والخمول.
وهناك بعض الأعراض الأخرى للدّراق كالشعور بالضيق والميل للغضب السريع، ونقص في الوزن مع معاناة التعب، وصعوبة في البلع، والضغط على الوريد الأجوف العلويّ ممّا يسبب توسّعًا واحتقانًا في أوردة العنق، بالإضافة إلى حالاتٍ من فقدان الوعي والسّعال.
هذه الأعراض جميعها هي في الغالب غير نوعيّة ويصعب تشخيصها.
ومن أبرز علامات المرض:
- علامة بيمبرتون

## شكل المرض
وفي ما يتعلّق بمورفولوجية مرض الدّراق، فإنّه يمكن تصنيفه إلى أنواع اعتمادًا على معيارين: نمط النمو، وحجم النمو (أو حجم الورم).
نمط النمو
•	أحادي العقيدة: وقد يكون إمّا عاطلّا غيرَ فعّال أو سُمّيًّا.
•	عديد العقيدات: وهذا أيضًا قد يكون إمّا عاطلّا غيرَ فعّال أو سُمّيًّا، وإذا كان سُمّيًّا فإنّنا نطلق عليه اسم (الدّراق عديد العقيدات السُّمّيّ).
•	المنتشر: وفيه يكون كامل الغدة الدّرقيّة متضخّمًا.
حجم النمو (حجم الورم)
•	الصنف الأول (الدّراق الحسّيّ) (palpation struma): لا يمكن رؤية هذا الصنف في الوضع الطبيعي للرأس، ويتمّ اكتشافه من خلال التّحسّس بالّلمس فقط.
•	الصنف الثاني: يمكن تحسّسه بالّلمس، ويمكن رؤيته بسهولة.
•	الصنف الثالث: هذا الصنف من الورم يكون كبيرًا جدًّا، ويقع خلف عظمة القصّ، وفيه يُنتِج التضييقُ (أو الإجهاد أو الكبس) علاماتِ الانضغاط.

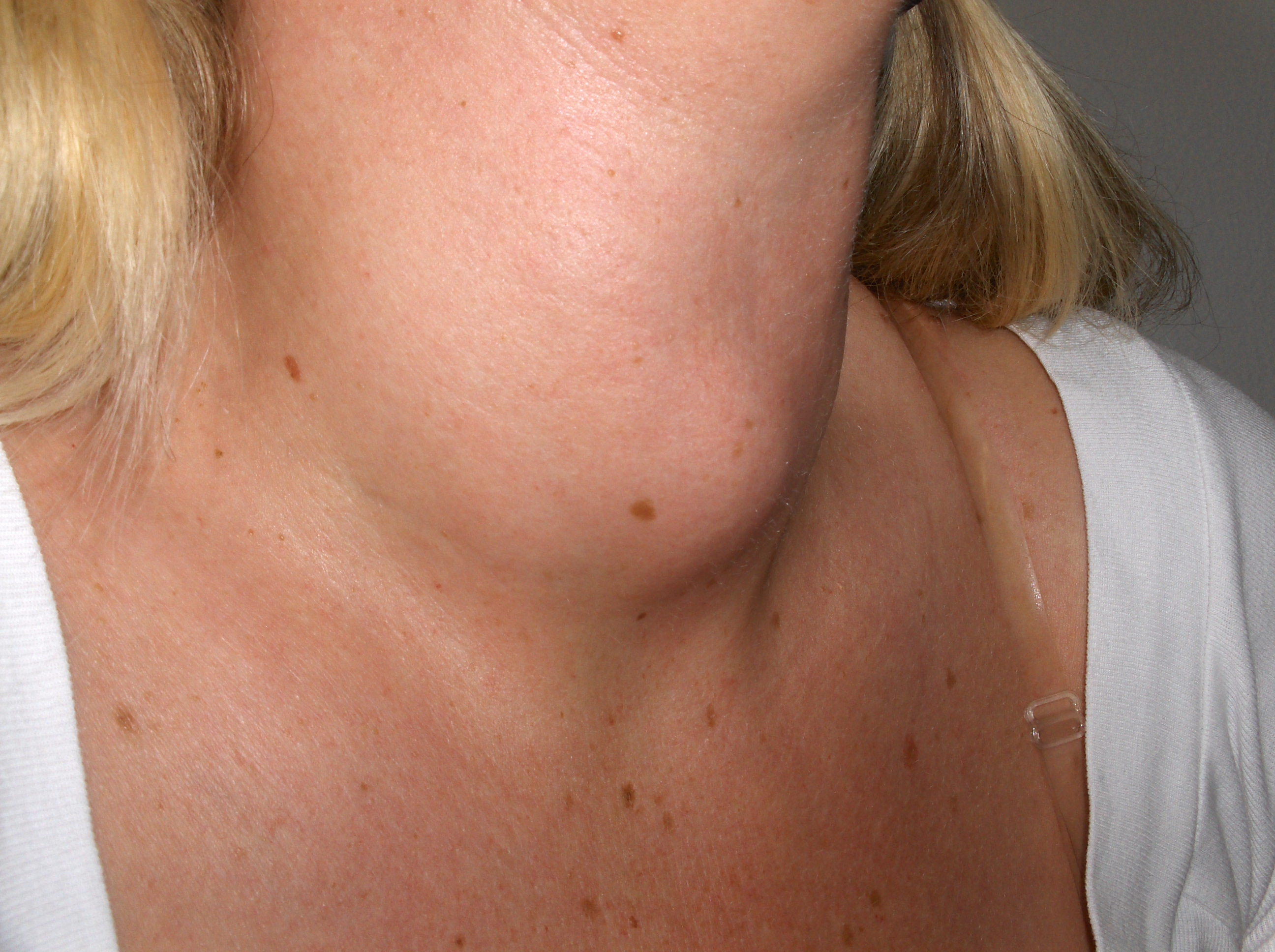
دراق عديد العقيدات (من الصنف الثاني)
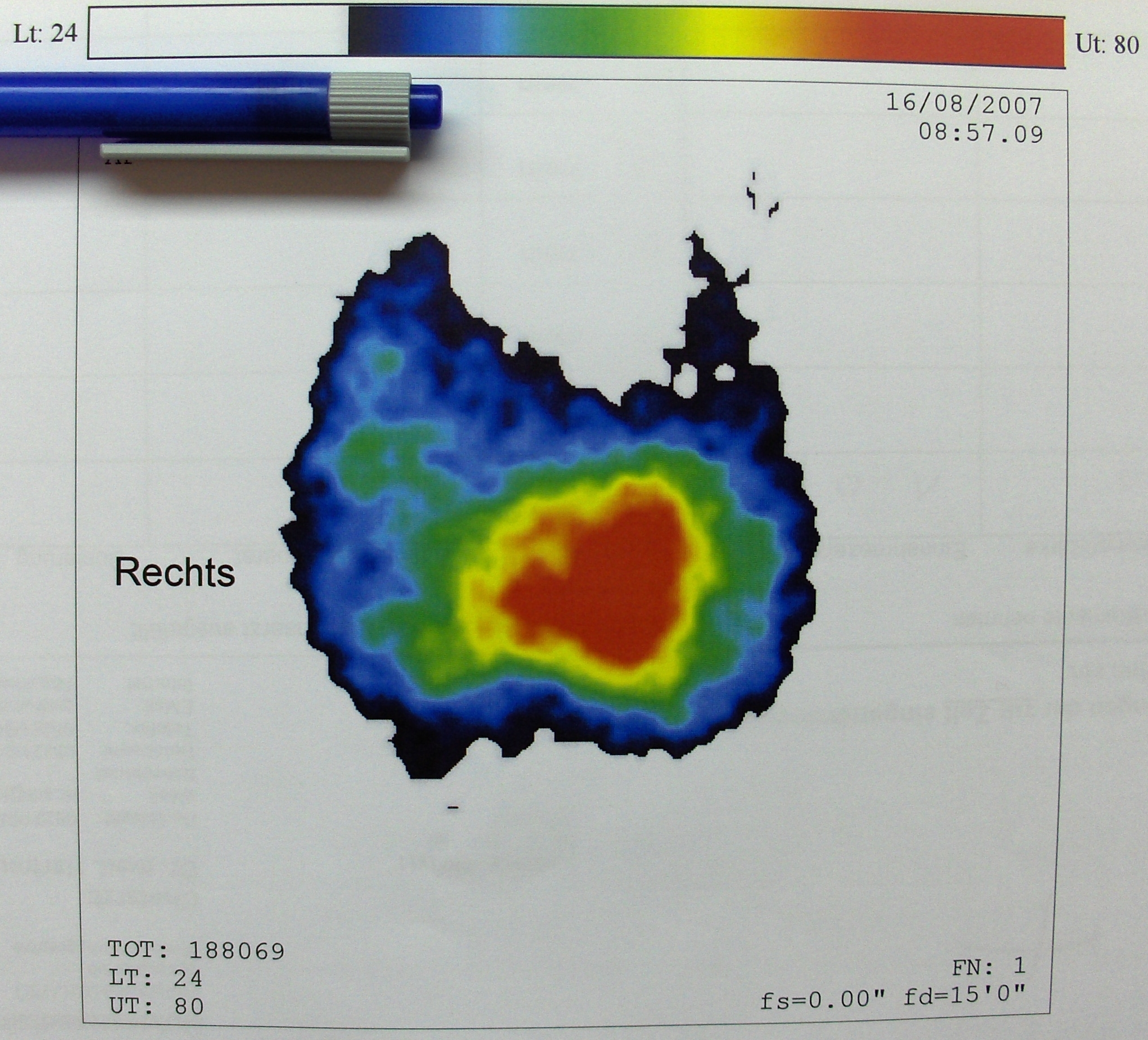
دراق مع ورم حميد ميستقلّ
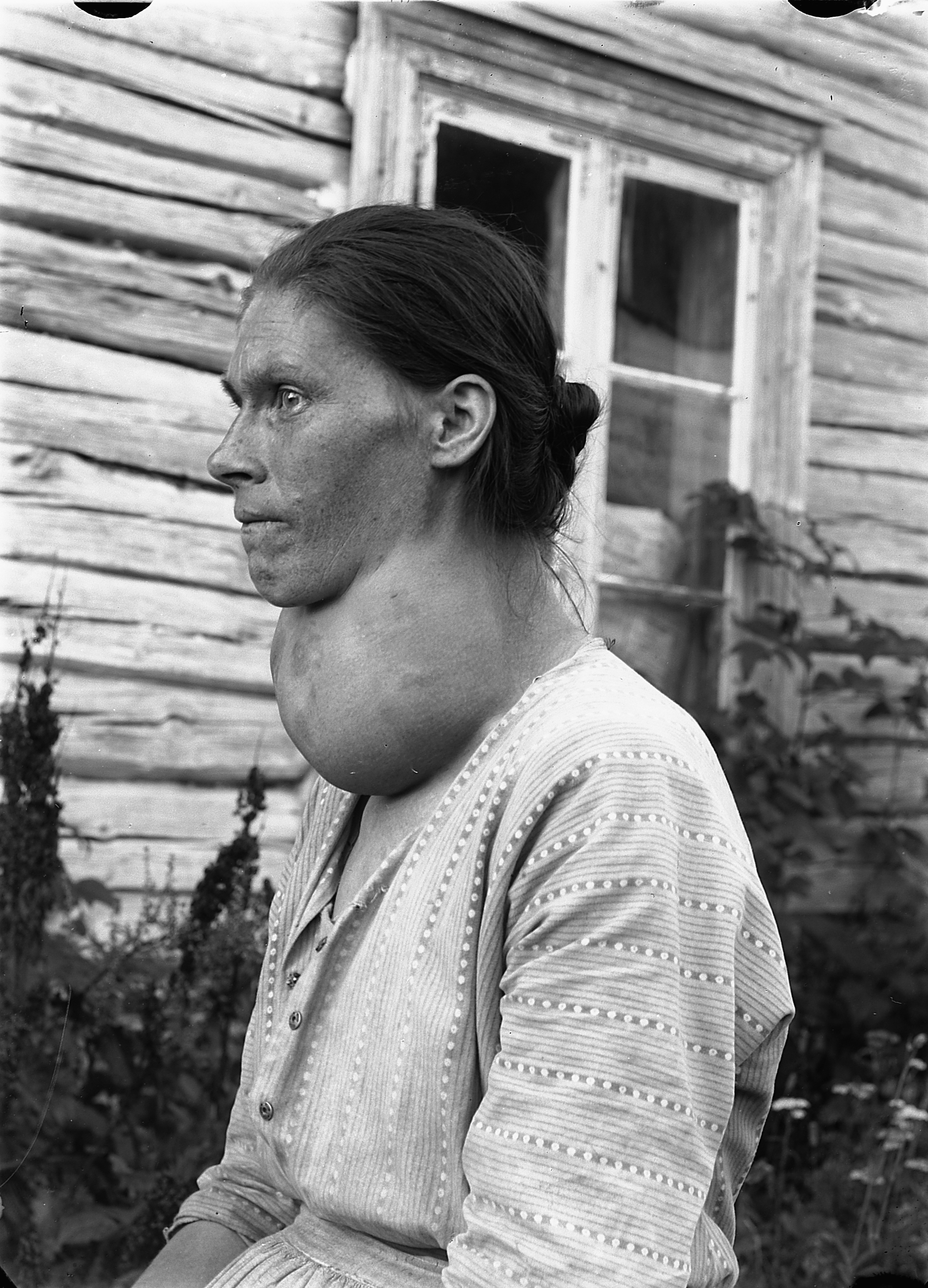
دراق من الصنف الثالث

## العلاج
1. قد يكون حقن هرمون الغدة مفيدا في علاج التضخم في بعض الحالات (لا تتجاوز 7%).
2. الراحة والأغذية الغنية بمولدات الحرارة.
3. في معظم الحالات الجراحة هي الحل وذلك بازالة الغدة نهائيا.

يعالج مرض الدراق اعتمادًا على السبب الذي أدى إليه. فإذا كانت الغدة الدرقية تنتج كميات كبيرة من الثيروكسين (T4) و(T3)، فإنّ اليود المشع يُعطى للمريض لتقليص حجم الغدة. وإذا كان المرض ناتجًا عن نقص اليود، فإنه يعالج بجرعات صغيرة من اليود والتي تكون على شكل محلول لوغول (محلول اليود المركز) أو على شكل محلول يوديد البوتاسيوم.
وإذا كان المرض مرتبطًا بنقص في فاعلية أو عمل أو نشاط الغدة الدرقية، فإنّ مُكمِّلاتِ الغدة الدرقية تستخدم للعلاج. وقد يكون حقن هرمون الغدة مفيدًا في علاج التضخم في بعض الحالات (لا تتجاوز 7%). أمّا في الحالات الشديدة جدًّا، تُجرى عمليات استئصال للدرقية بشكل جزئي أو كلي.[9]
ومن المهم أيضًا في علاج الدراق الراحة والأغذية الغنية بمولدات الحرارة.

## الوقاية
ولتفادي الحالة ينصح بإضافة مادة اليود إلى ملح الطعام.

## علم الاوبئة
يعد مرض الدراق أكثر شيوعا بين النساء، ولكنّ هذا يشمل تلك الحالات التي يكون سببُها مشاكلَ المناعةِ الذّاتيّةِ، وليس فقط الناتجة عن السبب البسيط وهو نقص اليود.

## تاريخ المرض

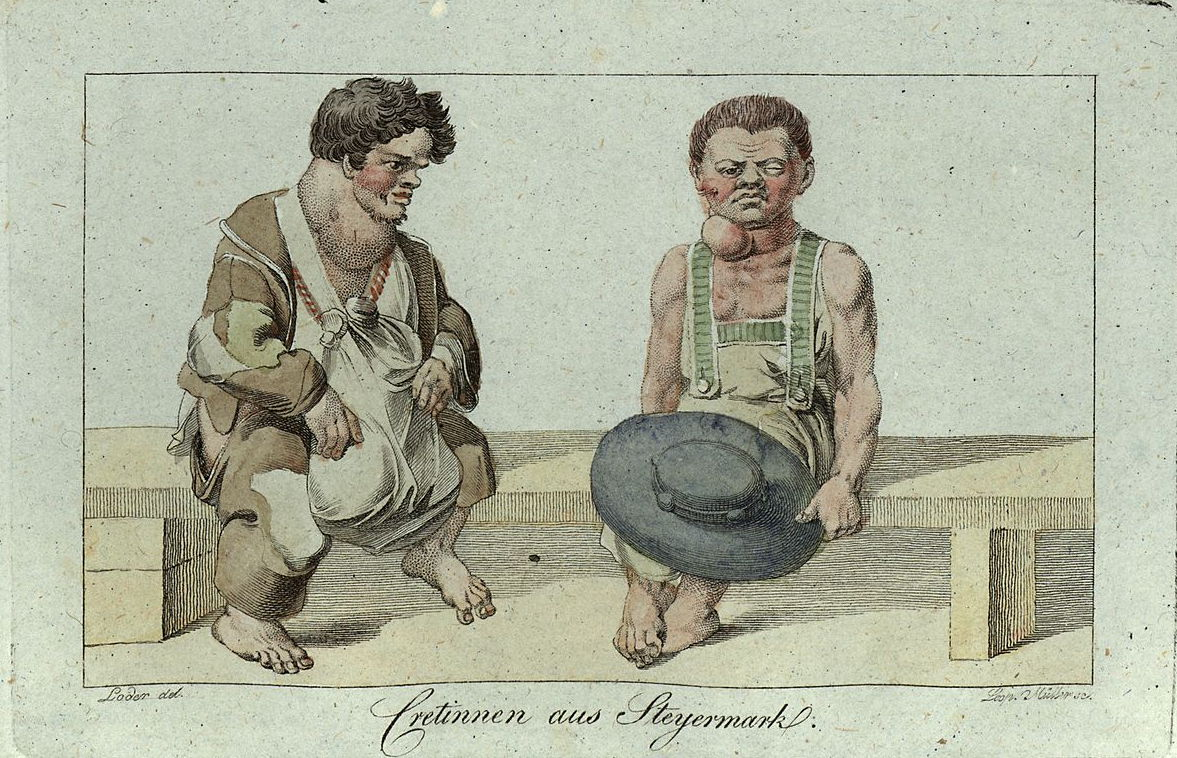
تضخم الغدة الدرقية والقماءة في ستيريا، حفر على النحاس، 1815

كان الأطباءُ الصينيون من سلالة تانغ (907-618) الأوائلَ في علاج مرض الدراق بنجاح، وذلك باستخدام الغدة الدرقية الغنية باليود المشتقة من الحيوانات كالغنم والخنازير، وتكون إمّا نيئة أو على شكل أقراص أو حبوب أو على شكل مسحوق. هذا كان محدّدا أو موضّحًا في كتاب (Zhen Quan) (d.643. AD) وغيره من الكتب الأخرى.
ويؤكد كتاب (The Pharmacopoeia of the Heavenly Husbandman) أن السرجس الغني باليود كان يستخدم لعلاج مرض الدراق قبل القرن الأول (ق.م)، ولكن ّهذا الكتاب تم تأليفه بعد ذلك بكثير.
كان الطبيبُ الفارسي زينُ الدين الجُرجاني أوَّلَ من وصف مرض غريفز بعد ملاحظة العلاقة بين الدراق وجحوظ العين، وكان ذلك في القرن الثاني عشر الميلادي، وقد أوضح ذلك الوصف في كتابه (Thesaurus of the Shah of Khwarazm) أي قاموس إمبراطور خوارزم وكان كتابه هذاَ القاموس الطبي الأعظم في زمنه. كما أنشأ أو أوضح الجرجاني علاقةً بين مرض الدراق والخفقان. وقد سُمّي المرض بعد ذلك بمرض غريفز نسبة ً إلى الطبيب الإيراني روبرت جيمس غريفز الذي وصف حالة من حالات الدراق مع جحوظ العين في سنة 1835. والألماني كارل أدولف فون باسدوف أشار بشكل مستقل إلى نفس مجموعة الأعراض التي أشار إليها غريفز ولكن في عام 1840 في الوقت الذي كانت فيه تقارير أخرى أيضا قد نشرت بواسطة الإيطالِيَّين جوزبي فلاجاني وأنتونيو جوزبي تستا في العامين 1802 و1810 على التوالي وبواسطة الطبيب البريطاني كالب هيليَر باري _الذي كان صديقًا لإدوارد جينر_ في أواخر القرن الثامن عشر الميلادي.
باراسيلسوس (1493-1541) كان أوّلَ شخصٍ يفترض علاقةً بين مرض الدراق والمعادن الموجودة في مياه الشرب (وخاصّةً الّرصاص). وتم اكتشاف اليود بعد ذلك من قبل بيرنارد كورتوس في العام 1811 من رماد الأعشاب البحرية.
مرض الدراق كان في السابق منتشرًا وشائعًا في العديد من المناطق التي كانت التربة فيها فقيرة باليود. فمثلًا، في المقاطعات الوسطى في إنجلترا كان المرض معروفا باسم (Derbyshire Neck). وفي الولايات المتحدة الأمريكية وُجِدت حالات الدراق في البحيرات العظمى (في أمريكا الشمالية)، وفي وسط غرب الولايت المتحدة، وفي المناطق بين الجبلية.
أمّا المرض الآن، فهو غالبًا غيرُ موجودٍ في الدول الغنية حيث أنّ ملح الطعام مُدَعَّمٌ باليود في هذه الدول. ولكنّ المرضَ ما زال شائعًا في الهند والصين وآسيا الوسطى وأفريقيا الوسطى.
كان المرض شائعًا في بلدان جبال الألب لفترة طويلة من الزمن. استطاعت سويسرا أن تخفّض من حالات الدراق من خلال استخدام الملح المدعم باليود في عام 1922 . الّلباس التقليدي البافاري (Tracht) الذي ظهر في القرن التاسع عشر الميلادي في مناطق ميسباك وسالزبورغ (Miesbach and Salzburg) يشتمل على قلادة تسمى (Krobf band) بمعنى شريط الدراق، وقد كانت تستخدم لتغطية الورم الناتج عن تضخم الغدة الدرقية أو لإخفاء بقايا هذا الورم بعد إجراء عملية جراحية لعلاجه.

## الثقافة والمجتمع
في العشرينيّات من القرن الماضي كان يُعتقد أنّ وضع قوارير اليود حول العنق يمنعُ الدراق.

### حالاتٌ مُسجّلةٌ
•	تم تشخيص الرئيس الأمريكي السابق جورج بوش وزوجتِه باربرا بوش بمرض غريفز وتضخم الغدة الدرقية. سبّب لهما المرض فرط نشاط الدرقية واضطرابَ النّظْم القلبيّ. وقد أوجد العلماء أن عدد حالات مرض جريفز المماثل للذي أصاب جورج وباربرا بش 1 في 100000 أو حتى أقل 1 في 3000000 
•	أندريا ترو (بحسب مقابلةٍ معها أُجريت على محطة VH1).[]

## وصلات خارجية
- National Health Service, UK
- Network for Sustained Elimination of Iodine Deficiency
- Network for Sustained Elimination of Iodine Deficiency—alternate site at جامعة إيموري's School of صحة عمومية
- A case and photograph of a huge goitre from Photobucket.com and Doctorkhodadoust.net